# Gaultheria eriophylla
Gaultheria eriophylla là một loài thực vật có hoa trong họ Thạch nam. Loài này được (Pers.) Mart. ex Sleumer mô tả khoa học đầu tiên năm 1952.